# Mailly
Mailly ist eine französische Gemeinde mit 147 Einwohnern (Stand 1. Januar 2022) im Département Saône-et-Loire in der Region Bourgogne-Franche-Comté. Die Bewohner werden Maillerots und Maillerotte genannt.

## Lage
Mailly liegt in einer Höhe von etwa 420 m ü. d. M. in der alten Kulturlandschaft des Brionnais im Süden Burgunds. Der Ort befindet sich etwa 35 Kilometer (Fahrtstrecke) südlich von Paray-le-Monial und etwa 25 Kilometer nördlich von Roanne. Die sehenswerten Orte Marcigny, Semur-en-Brionnais, Saint-Julien-de-Jonzy, Charlieu und Iguerande befinden sich allesamt im Umkreis von nur etwa 10–15 Kilometern.

## Bevölkerungsentwicklung
| Jahr      | 1962 | 1968 | 1975 | 1982 | 1990 | 1999 | 2006 | 2020 |
| Einwohner | 139  | 166  | 166  | 175  | 161  | 166  | 174  | 146  |

Im 19. Jahrhundert hatte der Ort lange Zeit über 500 Einwohner.

## Wirtschaft

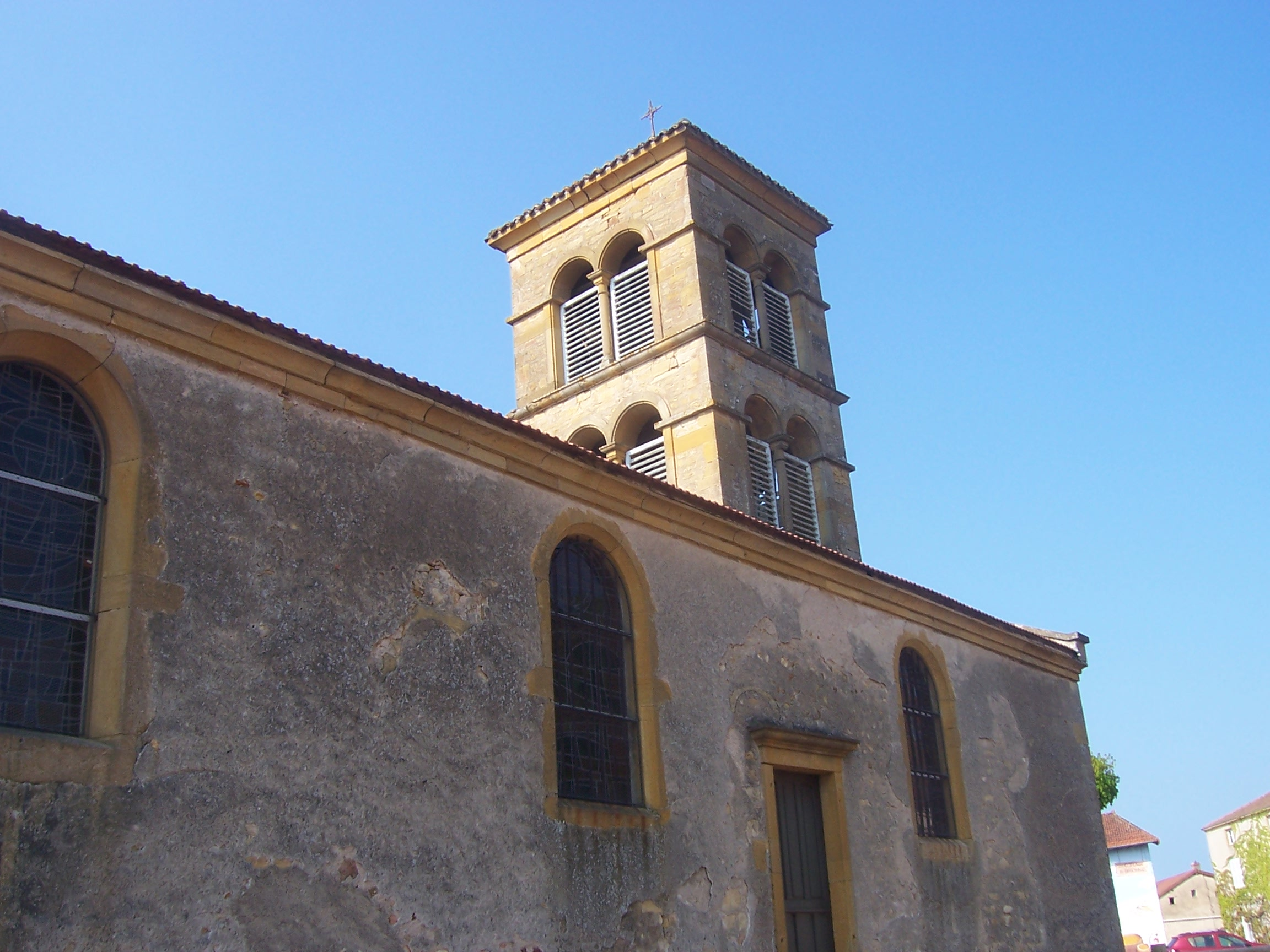
Pfarrkirche Saint-Laurent

Die hügelige Umgebung von Mailly war stets landwirtschaftlich geprägt, wobei der bis ins 19. Jahrhundert hinein betriebene Weinbau nach der Reblauskrise gänzlich aufgegeben wurde. Heute spielt die Viehzucht, besonders die Zucht von Charolais-Rindern,  eine größere Rolle. Der Ort selbst blieb bis ins frühe 20. Jahrhundert hinein das Handwerks-, Handels- und Dienstleistungszentrum für die Weiler und Einzelgehöfte der Umgebung.

## Sehenswürdigkeiten
- Die Pfarrkirche von Mailly ist noch in geringen Teilen spätromanischen Ursprungs. Das ursprünglich einschiffige Langhaus wurde im 19. Jahrhundert auf drei Schiffe vergrößert. Die Kirche wurde über einer Krypta erbaut, die erst in den 1970er Jahren wiederentdeckt wurde.
- Eine dreiflügelige und zweigeschossige Schlossanlage befindet sich in nur geringer Entfernung.